# Гоппе-Зейлер, Феликс
Эрнст Феликс Эммануэль Гоппе-Зейлер (Феликс Хоппе) (нем. Ernst Felix Immanuel Hoppe-Seyler; 26 декабря 1825 — 10 августа 1895) — немецкий врач, химик и физиолог.

## Биография
Феликс Гоппе рано потерял родителей, и Феликса воспитывала старшая сестра с мужем, доктором Зейлером. Позднее Феликс в благодарность об этом поменял свою фамилию на Гоппе-Зейлер.
Гоппе-Зейлер изучал медицину в Галльском, Лейпцигском, Берлинском, Пражском и Венском университетах. В 1850 году получил в Берлине звание доктора. Затем в 1852—1854 годах служил врачом при рабочем доме в Берлине, но в то же время занимался медицинскими исследованиями. В 1854—1856 годах был прозектором и доцентом в Грайфсвальдском университете. В 1856—1860 годах был ассистентом профессора Рудольфа Вирхова в Патологическом институте в Берлине. В 1861 году он был переведён профессором прикладной химии в Тюбингенский университет, где находился с 1861 до 1872 года. В 1872 году стал профессором физиологической химии в Страсбурге, где проработал до самой своей смерти. Феликс Гоппе-Зейлер умер от инсульта 10 августа 1895 года в своем доме в Вассербурге на Бодензе.
Феликс Гоппе-Зейлер был одним из основателей биохимии, физиологической химии и молекулярной биологии. Среди его учеников были Иоганн Мишер и Альбрехт Коссель. Гоппе-Зейлер занимался исследованиями крови. Он дал название гемоглобину. Разработал метод обнаружения карбоксигемоглобина в крови трупа, известный как проба Гоппе-Зейлера. В 1877 году Гоппе-Зейлер основал журнал «Zeitschrift für Physiologische Chemie», который сегодня носит название «Biological Chemistry».

## Работы
- Handbuch der physiologisch und pathologisch-chemischen Analyse (1858)
- Physiologische Chemie (4 Bde., 1877-81)
- Zeitschrift für Physiologische Chemie Архивная копия от 28 июля 2013 на Wayback Machine (1877—1921)